# Devon Song
Devon Song Jian Zhang (cinese tradizionale: 宋健彰; Taiwan, 20 dicembre 1980) è un musicista, cantante, compositore, rapper e attore taiwanese, conosciuto anche con il nome di Dan Tou (cinese tradizionale: 彈頭).
È la voce maschile principale ed il batterista del gruppo mandopop taiwanese Nan Quan Mama.
È apparso in diversi video musicali della popstar Jay Chou, tra i quali Tui Hou e Feng. Ha interpretato Ah Bao, un personaggio minore, nel lungometraggio di Jay Chou Secret, ed è apparso per un cameo in Kung Fu Dunk.
Ha composto la musica e scritto i testi di diverse canzoni della sua band Nan Quan Mama, oltre che tre canzoni per Jay Chou: Ge Qian, Feng e Tui Hou.
Devon è sposato.

## Composizioni
| Data di pubblicazione | Titolo                                                   | Artista       | Nome dell'album in cui è presente                                     |      |      |      |      |
| 2007                  | 2007                                                     | 2007          | 2007                                                                  | 2007 | 2007 | 2007 | 2007 |
| --------------------- | -------------------------------------------------------- | ------------- | --------------------------------------------------------------------- | ---- | ---- | ---- | ---- |
| 20 luglio             | 笑著流淚 (Xiao Zhe Liu Lei)                              | Nan Quan Mama | 藏寶圖 (Cang Bao Tu - Treasure Map)                                   |      |      |      |      |
| 20 luglio             | 無暇 (Wu Xia - Too Busy)                                 | Nan Quan Mama | 藏寶圖 (Cang Bao Tu - Treasure Map)                                   |      |      |      |      |
| 20 luglio             | 不該結束 (Bu Gai Jie Shu - Shouldn't End)                | Nan Quan Mama | 藏寶圖 (Cang Bao Tu - Treasure Map)                                   |      |      |      |      |
| 2006                  |                                                          |               |                                                                       |      |      |      |      |
| 5 settembre           | 退后 (Tui Hou - Retreat)                                 | Jay Chou      | 依然范特西 (Yi Ran Fan Te Xi - Still Fantasy)                         |      |      |      |      |
| Luglio                | 初戀粉色系 (Chu Lian Fen Se Xi)                          | Nan Quan Mama | 調色盤 (Tiao Se Pan - Color Palette)                                  |      |      |      |      |
| Luglio                | 第二個爸爸 (Di Er Ge Ba Ba - Second Father)              | Nan Quan Mama | 調色盤 (Tiao Se Pan - Color Palette)                                  |      |      |      |      |
| Luglio                | 離家不遠 (Li Jia Bu Yuan - Leave Home Not Far)           | Nan Quan Mama | 調色盤 (Tiao Se Pan - Color Palette)                                  |      |      |      |      |
| 2005                  |                                                          |               |                                                                       |      |      |      |      |
| 1º novembre           | 枫 (Feng - Maple)                                        | Jay Chou      | 十一月的萧邦 (Shi Yi Yue De Xiao Bang - November's Chopin)            |      |      |      |      |
| Agosto                | 破曉 (Po Xiao - Daybreak)                                | Nan Quan Mama | 2號餐 (Er Hao Can - 2nd Meal)                                         |      |      |      |      |
| Agosto                | 消失 (Xiao Shi - Disappear)                              | Nan Quan Mama | 2號餐 (Er Hao Can - 2nd Meal)                                         |      |      |      |      |
| Agosto                | 最後一枚笑容 (Zui Hou Yi Mei Xiao Rong - The Last Smile) | Nan Quan Mama | 2號餐 (Er Hao Can - 2nd Meal)                                         |      |      |      |      |
| Agosto                | 拂夜 (Fu Ye - Brush Away The Night)                      | Nan Quan Mama | 2號餐 (Er Hao Can - 2nd Meal)                                         |      |      |      |      |
| 2004                  |                                                          |               |                                                                       |      |      |      |      |
| 3 agosto              | 搁浅 (Ge Qian - Stranded)                                | Jay Chou      | 七里香 (Qi Li Xiang - Common Jasmin Orange)                           |      |      |      |      |
| Maggio                | 香草把噗 (Xiang Cao Ba Pu - Herb Water)                  | Nan Quan Mama | 南拳媽媽的夏天 (Nan Quan Ma Ma De Xia Tian - Nan Quan Ma Ma's Summer) |      |      |      |      |
| Maggio                | 瓦解 (Wa Jie - Disintegrate)                             | Nan Quan Mama | 南拳媽媽的夏天 (Nan Quan Ma Ma De Xia Tian - Nan Quan Ma Ma's Summer) |      |      |      |      |
| Maggio                | 白色裂痕 (Bai Se Lie Hen - White Chasm)                  | Nan Quan Mama | 南拳媽媽的夏天 (Nan Quan Ma Ma De Xia Tian - Nan Quan Ma Ma's Summer) |      |      |      |      |